# Margherita Zalaffi
Margherita Zalaffi, född den 7 april 1966 i Siena, Italien, är en italiensk fäktare som tog OS-silver i damernas lagtävling i värja i samband med de olympiska fäktningstävlingarna 1996 i Atlanta.